# African National Congress
African National Congress (ANC) är ett socialdemokratiskt parti i Sydafrika. Det bildades som en politisk organisation den 8 januari 1912 under namnet South African Native National Congress (Sydafrikanska ursprungsbefolkningens nationalkongress). Bland de tidiga förgrundsfigurerna fanns Pixley ka Isaka Seme. Man bytte till sitt nuvarande namn 1923.
ANC:s målsättning var utökade rättigheter för de svarta och man manade alla sydafrikaner att glömma skillnaderna mellan varandra och skapa en gemensam organisation. 1947 breddade man sin bas genom att alliera sig med Natal Indian Congress och Transvaal Indian Congress.
Organisationen var terroristlistad av USA fram till juli 2008.

## Ideologi
ANC är ett socialdemokratiskt parti som är med i Socialistinternationalen De vill minska de sociala och ekonomiska skillnaderna i landet. Denna åsikt omfattar frågor som jobb, bostäder och land. Deras ideologiska talesmän Joe Slovo, Joel Netshitenzhe och Tshilidzi Marwala förespråkar också att det är viktigt att minska arbetslösheten bland arbetarklassen för att öka köpkraften i landet och på så sätt stödja ekonomin.

## Historia

### Fredlig kamp mot apartheid
Apartheid infördes i Sydafrika 1948 när National Party, som främst samlade afrikaaner, kom till makten. Det innebar bland annat att lagar om var man fick bo skärptes och att politiska aktiviteter begränsades.
ANC inspirerades vid denna tid av Mahatma Gandhi och genomförde 1952 omfattande ohörsamhetskampanjer och icke-våldsdemonstrationer mot förtrycket. Kampanjen avblåstes när regeringen förbjöd protestmöten.
1955 antogs Frihetsstadgan som blev ANC:s grundläggande dokument. I denna deklarerade man sitt mål att avskaffa apartheid, ge lika rättigheter åt alla raser och införa ett socialistiskt Sydafrika. Året därefter arresterades 155 ANC-ledare. Rättegången slutade med frikännande fem år senare.
En grupp bröt sig ur ANC 1959 på grund av man orienterat sig bort från afrikansk nationalism. Dessa grundade Pan Africanist Congress (PAC).
När regeringen införde passlagar som krävde att svarta bär ID-kort när de rörde sig i vita områden företog PAC demonstrationer. Polisen svarade med att öppna eld mot de 10 000 demonstranterna och 67 personer dog. I efterdyningarna av Sharpevillemassakern förbjöds både ANC och PAC.

### Väpnad kamp och terrorism
ANC:s ledare Albert Lutuli tilldelades Nobels fredspris för sin icke-våldskamp 1960. Kort därefter beslöt emellertid ANC att gå in för väpnad kamp. En väpnad gren, Umkhonto we Sizwe (Nationens spjut) upprättades 1961 av bland andra Nelson Mandela. Året därpå arresterades Nelson Mandela, Walter Sisulu med flera ANC-ledare och dömdes 1964 för terrorism till livstids fängelse på Robben Island.
Till en början inriktade man sig på attacker och sabotage mot myndigheter och strävade efter att minimera blodsutgjutelse på civila. Så småningom övergick man dock från gerillastrid till terrorism. I juni 1985 sade ANC-ledaren Oliver Tambo att gränsen mellan mjuka (civila) och hårda (militära och industriella) mål kommer att försvinna när konflikten trappas upp. Mjuka mål hade då redan länge attackerats, med attentat mot varuhus, nöjescentra, restauranger med mera. Man mördade också strejkbrytare och andra som betraktades som kollaboratörer, vanligen genom den så kallade halsbandsmetoden. Hundratals svarta dödades på detta sätt. I väst hade man vid denna tid en annan bild av ANC och Winnie Mandela chockerade många när hon sade att "med våra tändsticksaskar och halsband skall vi befria detta land.” Nelson Mandela har senare medgett att man bröt mot mänskliga rättigheter. ANC klassificerades som en terroristorganisation, inte bara av Sydafrikas regering utan av de flesta västeuropeiska länder.
ANC hade baser i grannländerna Botswana, Moçambique och Swaziland. Ett utbildningsläger fanns i Tanzania där sedan 1977 sydafrikaner fick utbildning i stadskrigföring av experter från IRA, med KGB som organisatör. Antalet gerillasoldater uppgick i mitten av 1980-talet till mellan 8 000 och 10 000, men endast ett hundratal befann sig samtidigt i Sydafrika. Vapen fick man från Östtyskland och Sovjetunionen.
Den sydafrikanska regeringen, för sin del, dödade ANC-aktivister och angrep eller bombade ofta dess baser.
I mitten av 1980-talet hade de svarta i kåkstäderna radikaliserats så att ANC kunde påräkna ett folkligt deltagande i den väpnade kampen. Samtidigt innebar det att man inte hade förutsättningar att i detalj kontrollera våldet. Upptrappningen av konflikten syns i ökningen av attacker från 44 1984 till 136 1985. Sammanlagt hade 80 personer dött i ANC:s attacker mellan 1976 och 1986, varav hälften vita. Därtill kommer de hundratals mördade ”kollaboratörerna”. Offren för regeringens aktioner uppgår till tusentals. I Zimbabwe dödades under den sju år långa frihetskampen 30 000 människor, varav 450 vita. Kampen i Sydafrika var med andra ord inte lika intensiv.

### Förhållande till kommunismen under apartheidtiden
Det har inte varit någon hemlighet att det finns ett starkt kommunistiskt inslag i ANC, men dess omfattning har varit omstridd. Sydafrikas regering, under P. W. Botha, uppgav 1986 att 23 av de 30 medlemmarna i ANC:s nationella exekutiva kommitté ”har haft eller har någon typ av anknytning eller medlemskap i det sydafrikanska kommunistpartiet.” Sydafrikas främste akademiske expert på ANC, Tom Lodge, uppskattade antalet kommunister i kommittén till 13, men sade att det är svårt att säga exakt. Bland dessa kommittémedlemmar återfanns Joe Slovo som var ordförande i det moskvatrogna Sydafrikas kommunistparti (SACP) och därtill tredje man i befälsgrad i Umkhonto we Sizwe. ANC har, liksom SACP, backat upp Sovjets invasion av Tjeckoslovakien och Afghanistan och till den stående retoriken har hört att tala om USA som en imperialistisk makt.
SACP såg som sin roll att verka i ett folkfrontssamarbete med ANC som skulle bana väg för ett Sydafrika under kommunistiskt herravälde. Men även om det fanns ett starkt gensvar för kommunismen i Sydafrika – stimulerat av regeringens antikommunistiska retorik – så var den ideologiska medvetenheten ofta ytlig, och med Sovjetunionens sammanbrott gick luften ur kommunismen och de moderata krafterna fick större utrymme. Nelson Mandela visade inte heller något större intresse för denna ideologi. Under rättegången 1964 sade han att kommunistpartiet är ”den enda politiska grupp som är beredd att samarbeta med afrikanerna i deras kamp för att uppnå politiska rättigheter.” Regeringsansvaret skulle också komma att verka i demokratisk socialistisk riktning.

## I regeringsställning

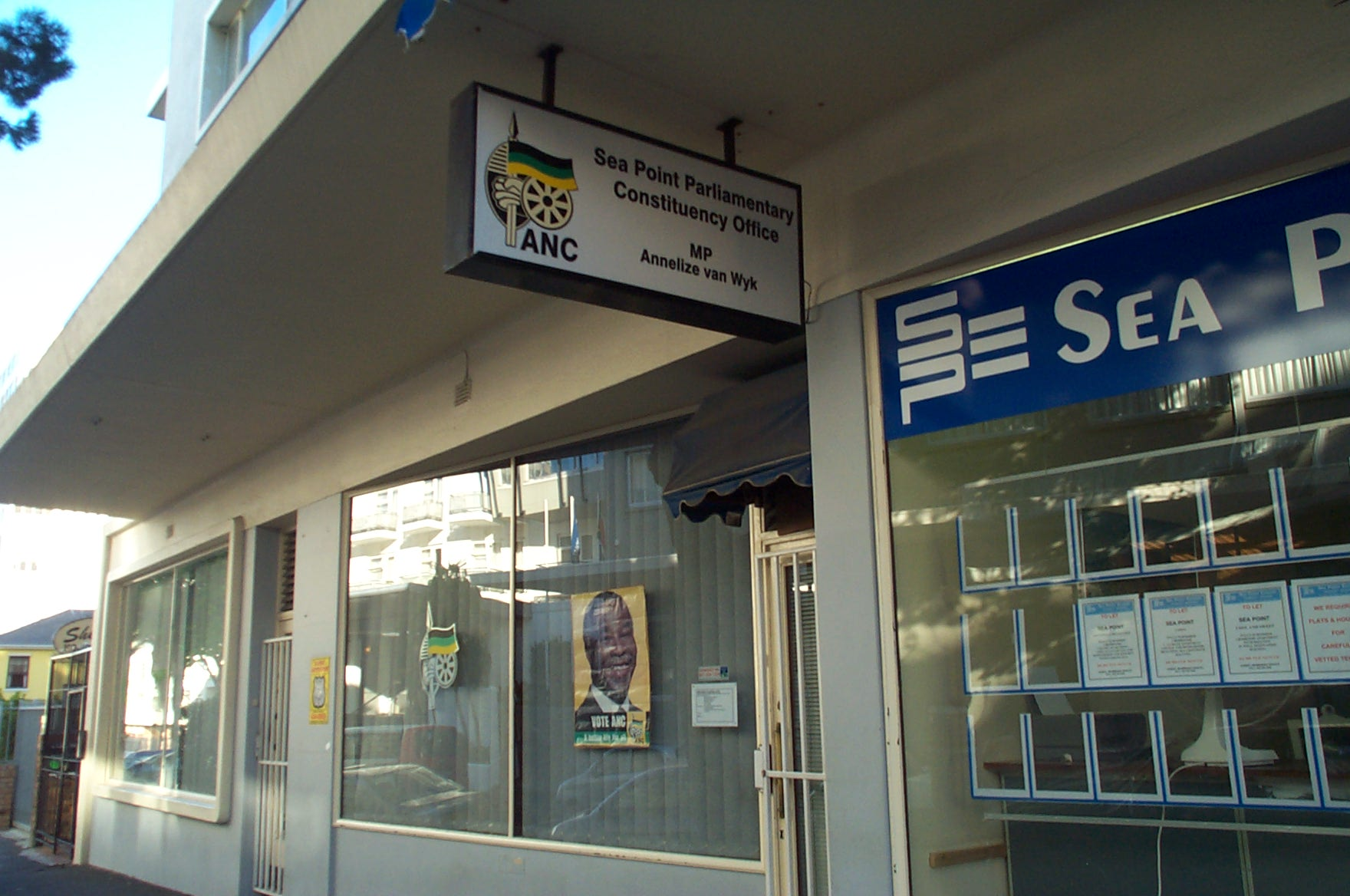
Ett valkontor för ANC i Kapstaden.

Under 1980-talet avvisade ANC förhandlingar och krävde villkorslös kapitulation. I slutet av årtiondet befann man sig i en ny situation. Det finansiella stödet från öststaterna upphörde samtidigt som Pieter W. Botha efterträtts av F.W. de Klerk som Sydafrikas president. Denne var beredd till långtgående eftergifter. När ANC blev mer försonligt inställda och gick med på att diskutera konstitutionell uppgörelse legaliserades organisationen (liksom PAC) den 2 februari 1990. Nelson Mandela frigavs den 11 februari samma år efter 27 år i fängelse och delade makten med de Klerk under en övergångsperiod mellan folkomröstningen bland vita 1992 som avslutade apartheid och de allmänna valen 1994 där alla raser hade rösträtt.
I valet 1994 bildade ANC en allians med kommunistpartiet och Congress of South African Trade Unions (COSATU). Man fick 62 % av rösterna och Nelson Mandela blev Sydafrikas president. Han satt en period och efterträddes 1999 av Thabo Mbeki. ANC har fortsatt att dominera Sydafrika, endast i Västra Kapprovinsen lyckades det (huvudsakligen vita) Nya Nationalistpartiet (NNP) hålla ställningarna till 2004 och i KwaZulu/Natal har man under tio år samregerat med Inkatha Freedom Party (IFP) då inget parti fick ensam majoritet. Sedan valet 2009 styr ANC även i KwaZulu/Natal, medan oppositionspartiet Democratic Alliance (DA) fick egen majoritet i Västra Kapprovinsen.
ANC och NNP bildade en koalition inför valet 2004 och sedan NNP upplöstes året därpå övergick dess parlamentsledamöter till ANC. Samma år vann ANC valet i Kwa-Zulu Natal och behärskade därmed ensamt alla Sydafrikas nio provinser fram tills 2009, då man förlorade Västra Kapprovinsen till det liberala oppositionspartiet Democratic Alliance.
Under dåvarande presidenten Jacob Zumas ledning hade ANC behållit sin nationella dominans, med tappat väljarstöd. Det senaste kommunvalet 2016 ledde till ett svidande bakslag för partiet då DA och andra oppositionspartier tog över styret av den största staden Johannesburg och den administrativa huvudstaden Pretoria. Dessa båda städer hade styrts av ANC sedan apartheids fall.

## Kontroverser
Alliansen med SACP och COSATU började knaka i fogarna kring 2001, då ANC gick in för en mer marknadsliberal politik. Missnöje har också gett sig till känna med den tysta diplomatin visavi Zimbabwe, liksom med programmet Black Economic Empowerment som anses gynna ett fåtal i den svarta eliten istället för den fattiga majoriteten.
Ytterligare påfrestningar för alliansen utgör turerna kring Jacob Zuma. Denne avskedades från posten som vicepresident av president Thabo Mbeki 2005 på grund av anklagelser om korruption. Zuma kvarstod dock som ANC:s vice ordförande och har, som en mer vänsterinriktad kandidat än Mbeki, ett starkt stöd inom ANC och dess allianspartners. Konflikten har fortsatt med spionanklagelser. I december 2005 anklagades Zuma för våldtäkt. Zuma, som var ordförande i det nationella Aids-rådet, hade oskyddad sex fast han var medveten om att flickan var HIV-positiv men ursäktade sig med att han tog en dusch efteråt. Zuma valdes till ordförande för ANC 2007 och blev Sydafrikas president 2009. Han tvingades lämna över posterna till Cyril Ramaphosa 2018. ANC har också skakats av andra korruptions- och sexskandaler.

## ANC:s partiledare
- 1912 - 1917 John Langalibalele Dube
- 1917 - 1924 Sefako Mapogo Makgatho
- 1924 - 1927 Zacharias Richard Mahabane
- 1927 - 1930 Josiah Tshangana Gumede
- 1930 - 1936 Pixley ka Isaka Seme
- 1937 - 1940 Zacharias Richard Mahabane (2x)
- 1940 - 1949 Alfred Bitini Xuma
- 1949 - 1952 James S Moroka
- 1952 - 1967 Albert Lutuli
- 1967 - 1991 Oliver Tambo
- 1991 - 1997 Nelson Mandela
- 1997 - 2007 Thabo Mbeki
- 2007 - 2017 Jacob Zuma
- 2017 - Cyril Ramaphosa